# Rillieux
Pour les articles homonymes, voir Rillieux (homonymie).
Rillieux est une ancienne commune de l'Ain puis une ancienne commune du Rhône intégrée à la commune de Rillieux-la-Pape.

## Géographie

### Communes limitrophes
Les communes limitrophes sont celles qui existaient en 1972.
| Sathonay-Camp    | Sathonay-Village, Cailloux-sur-Fontaines | Miribel (Ain) |
| Caluire-et-Cuire | Rillieux                                 | Neyron (Ain)  |
| Caluire-et-Cuire | Crépieux-la-Pape                         | Neyron (Ain)  |

## Histoire
- 1927 : un de ses quartiers, Crépieux-la-Pape devient également une commune de l'Ain.
- 1968 : les deux communes de Rillieux et de Crépieux-la-Pape deviennent des communes du Rhône.
- 1968 : cette même année, Vancia, hameau de Miribel, est détaché de cette commune et adjoint à Rillieux.
- 1972 : les deux communes de Rillieux et de Crépieux-la-Pape, fusionnent pour former Rillieux-la-Pape. Rillieux n'existe plus[1].

## Population et société

### Démographie
| 1793 | 1800 | 1806 | 1821 | 1831 | 1836 | 1841 | 1846  | 1851  |
| ---- | ---- | ---- | ---- | ---- | ---- | ---- | ----- | ----- |
| 922  | 686  | 750  | 808  | 958  | 890  | 943  | 1 061 | 1 116 |

| 1856  | 1861  | 1866  | 1872  | 1876  | 1881  | 1886  | 1891  | 1896  |
| ----- | ----- | ----- | ----- | ----- | ----- | ----- | ----- | ----- |
| 1 113 | 1 174 | 1 294 | 1 314 | 1 337 | 1 267 | 1 440 | 1 414 | 1 406 |

| 1901  | 1906  | 1911  | 1921  | 1926  | 1931  | 1936  | 1946  | 1954  |
| ----- | ----- | ----- | ----- | ----- | ----- | ----- | ----- | ----- |
| 1 520 | 1 568 | 1 608 | 1 684 | 2 230 | 1 602 | 1 555 | 1 458 | 1 560 |

| 1962  | 1968  | - | - | - | - | - | - | - |
| ----- | ----- | - | - | - | - | - | - | - |
| 3 281 | 9 591 | - | - | - | - | - | - | - |

## Personnalités liées à la commune
- Charles-Louis de Mont d'Or (1742-1810), homme politique né à Rillieux, député de la noblesse aux États généraux de 1789.